# キッチンペーパー

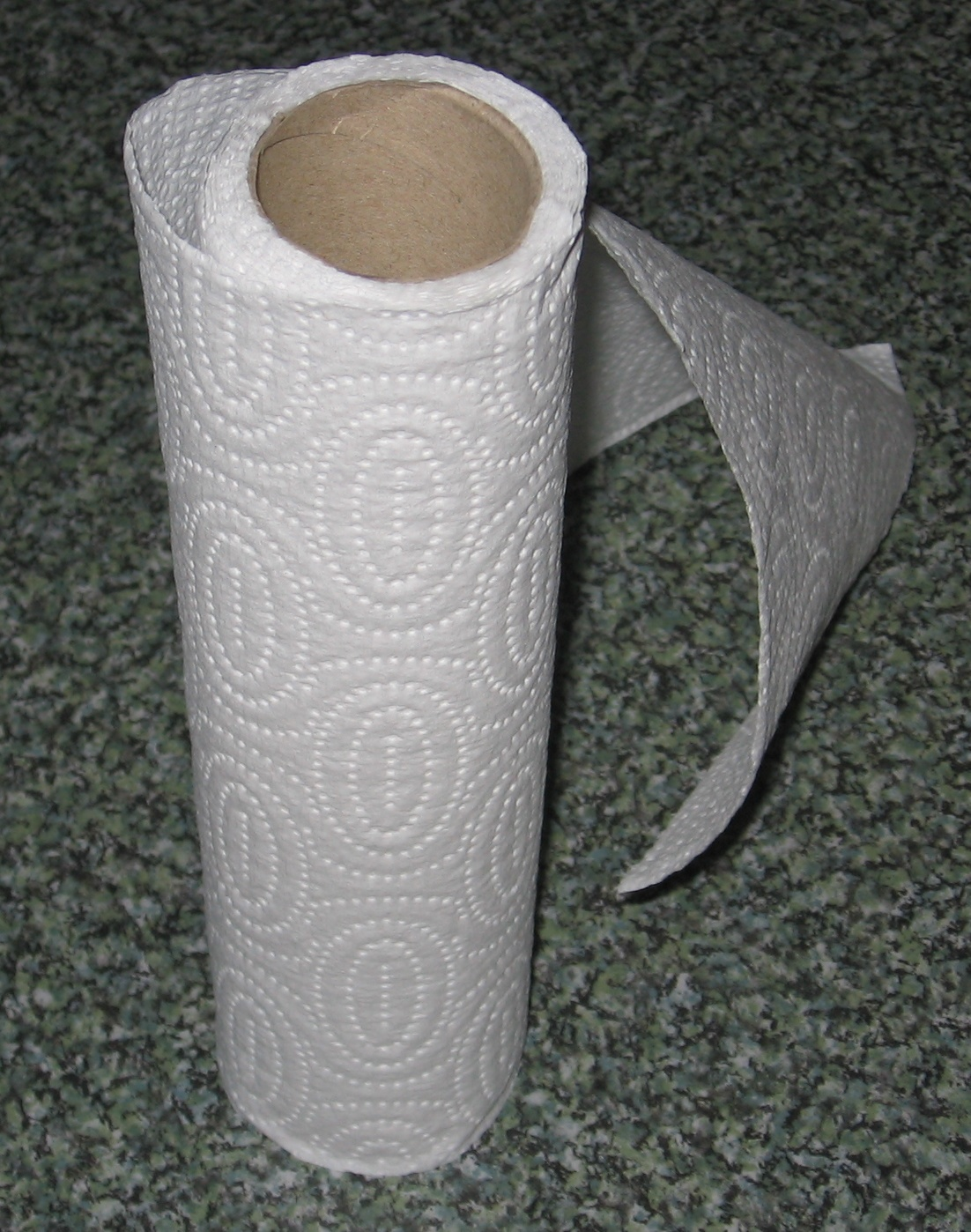
ロール状、エンボス付きのキッチンペーパー

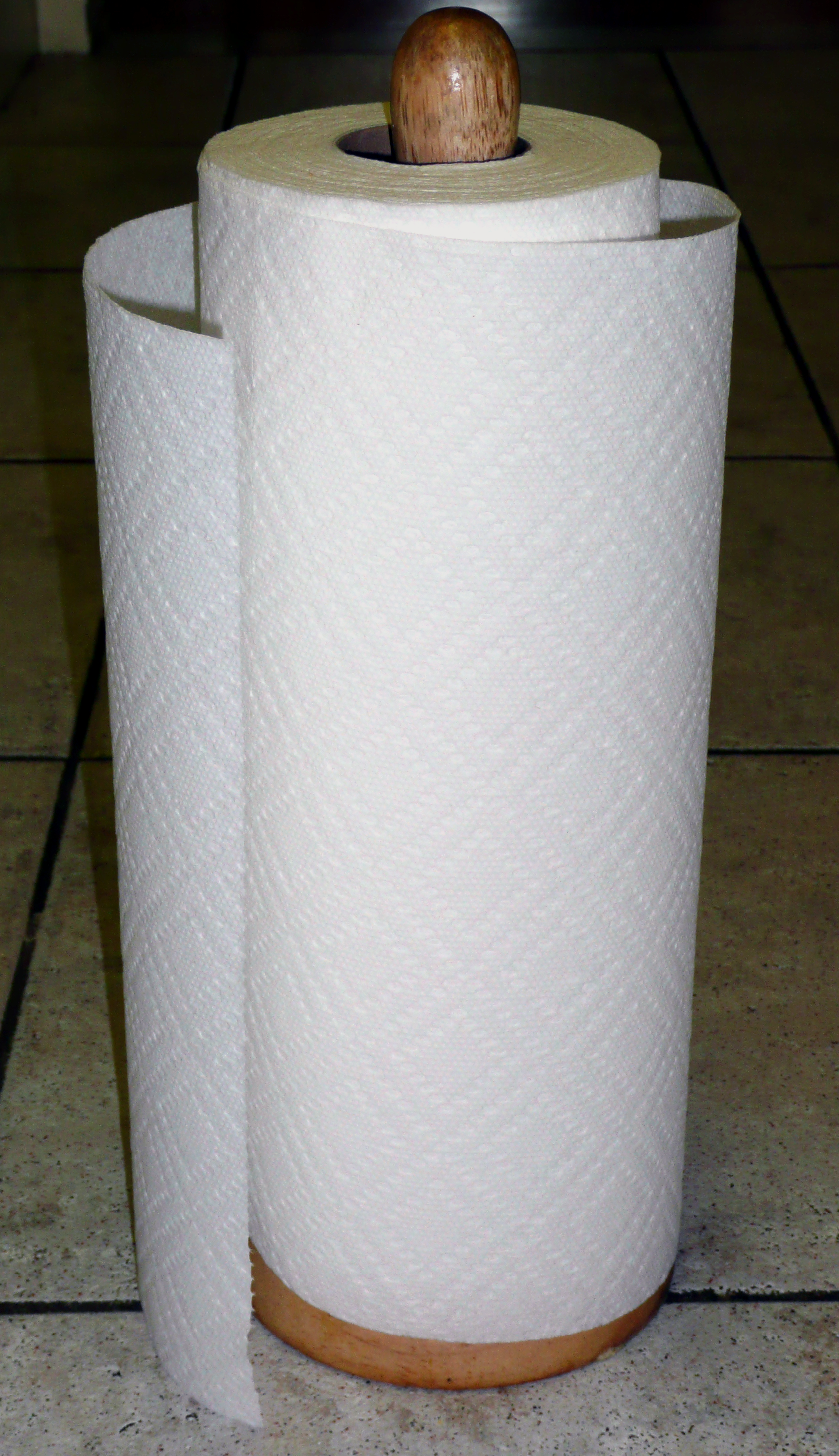
木製スタンドに立てたキッチンペーパー

キッチンペーパー（英語: paper towel, kitchen paper, kitchen roll）とは、台所での使用を想定した吸収・清拭に用いる衛生的な紙のこと。使い捨ての布巾として開発されたが、油料理をした後のフライパンの手入れや、落とし蓋の代わりとするなど、使用方法は多様である。

## 概要
キッチンペーパーは、いわゆる布巾の代替品であるが、使い捨てを前提とするため常に清潔な新しいものを利用することが可能となっている。吸水性・吸油性に優れ、柔軟さを供えている。水に溶けにくく、また濡れても破れにくい製品もあるが、この特性は製品によってまちまちである。手ふき用のペーパータオルは見かけが似ているが、ティッシュペーパーと同様に湿潤紙力増強剤と呼ばれる合成樹脂を添加して破れにくくしてあり、油の濾過やあく取りなどには適さない (なおキッチンペーパーは和製英語であり、英語ではどちらもペーパータオル paper towel と呼ばれる）。また、名称の似ているクッキングペーパーとは違って発火の可能性があるため、電子レンジ加熱やオーブン加熱などにも適さない。
主にオーブン・ガスコンロ・流し台などに付いた油汚れを拭き取ったり、調理後のフライパンなどの調理器具を拭いたりする。鉄板焼きやたこ焼きなどでは、油引きの代用品としても利用される。
こういった製品が発達した背景には、台所の油汚れが洗濯によって落ちにくいものも多い（特に換気扇の油汚れなど）ことが挙げられる。また、使い捨てのため、細菌の繁殖を気にせず、衛生的に使用できる利点がある。
日本や欧米では日用品としての地位を得ており、多くのメーカーが参入し、流通しており、スーパーマーケット、雑貨店のほか、コンビニエンスストアでも、様々な製品が販売されている。クッキングペーパーとして販売する企業もある。

## 種類

### 形状
ティッシュペーパーのように1枚ずつ簡単に取り出せるように、紙箱ないしはポリエチレンのパックに入ったもの、トイレットペーパー（トイレットロール）のように紙管（紙筒）に巻き取られており、ペーパーホルダー、ペーパースタンドにセットして使うものの2種類に大別できる。一般に前者と後者は2倍程度の価格差が生じる。
ロール状のものは、幅はトイレットペーパーの2倍 (230mm) 程度が一般的である。ミシン目が入っており、正方形、長方形に切り取り易いよう工夫されている。

### 用途
台所での用途に合わせ、異なる種類のものがある。
- 拭き取り - 主に食器、調理器具の表面に付着した水分や油分を拭き取るためのもので、ロール状になっているものが多いが、シート状のものもある。
- 吸油 - 天ぷらを揚げた際にざるに敷いて盛り付ける余分な油を吸わせる天ぷら敷き紙（障子紙に似た正方形の紙）など。
- あく取り - 吸油性をもたせるほか、粗めの繊維によって、料理のあくを取り込みやすくしたもので、鍋に合わせて丸く切ったあく取りシートなどの商品名のものがある。
- 濾(ろ)過 - 油を濾して揚げカスを取るための繊維が荒いもの（油濾し紙）で、厚手のものと薄手のものがある。

### 加工
以下のような後加工の有無が挙げられる。
- エンボス - 物を拭く用途のものは、大抵、表面にエンボス加工が施されており、油や水分の吸収を早くさせるとともに、固形の汚れなどの拭き取りが容易になるよう工夫がされている。
- ラミネート - 破れにくくするために、紙同士を重ね合わせものがあり、また、一部には芯に薄い合成樹脂フィルムを夾んで両面に紙を貼り合わせた製品もある。

### 原料
食品に触れることから、バージンパルプと呼ばれる、リサイクルではない原料を用いて作られる。紙製食品容器からリサイクルされた製品もあるが少数である。この点でリサイクル原料を使うことが多いトイレットペーパーと異なり、衛生基準も異なる。無漂白のものもある。見た目からは区別がしにくいが、木材パルプのほか、ケナフなどの非木材パルプを加えた物もある。